# 馬定國
馬定國（?—?），字子卿，金朝博州茌平（今山東省茌平縣）人，是唐中書令馬周之裔孫。
馬定國能文。研究《石鼓文》，著万余言，認定为五代周所造。曾在酒家壁上題詩：“蘇黃不作文章伯，童蔡翻為社稷臣。三十年來無定論，到頭姦黨是何人？”因而坐譏訕罪。绍兴元年，授监察御史。仕至翰林学士。有《大戴禮辨》一卷，久佚。《中州集》卷一存其詩31首，清代《御選金詩》存其詩27首。

## 延伸阅读
[在维基数据编辑]
 《金史·卷125》，出自脱脱《金史》